# Johann Kremenezky

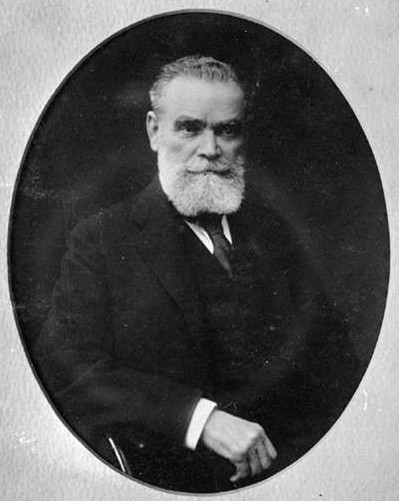
Johann Kremenezky

Johann Kremenezky (auch: Kremenetzky, eigentlich Josef Josefowitsch Leibensohn; geb. 15. Februar 1848 in Odessa; gest. 25. Oktober 1934 in Wien) war ein österreichischer Elektrotechniker und Zionist.

## Leben
Johann Kremenezky wurde 1848 in Odessa als Sohn des Josef und der Feige Leibensohn geboren, wobei er in späteren Jahren das Geburtsjahr 1850 verwendete und die Genehmigung zur Führung des Namens Kremenezky erhielt.

### Elektrotechniker und Industrieller

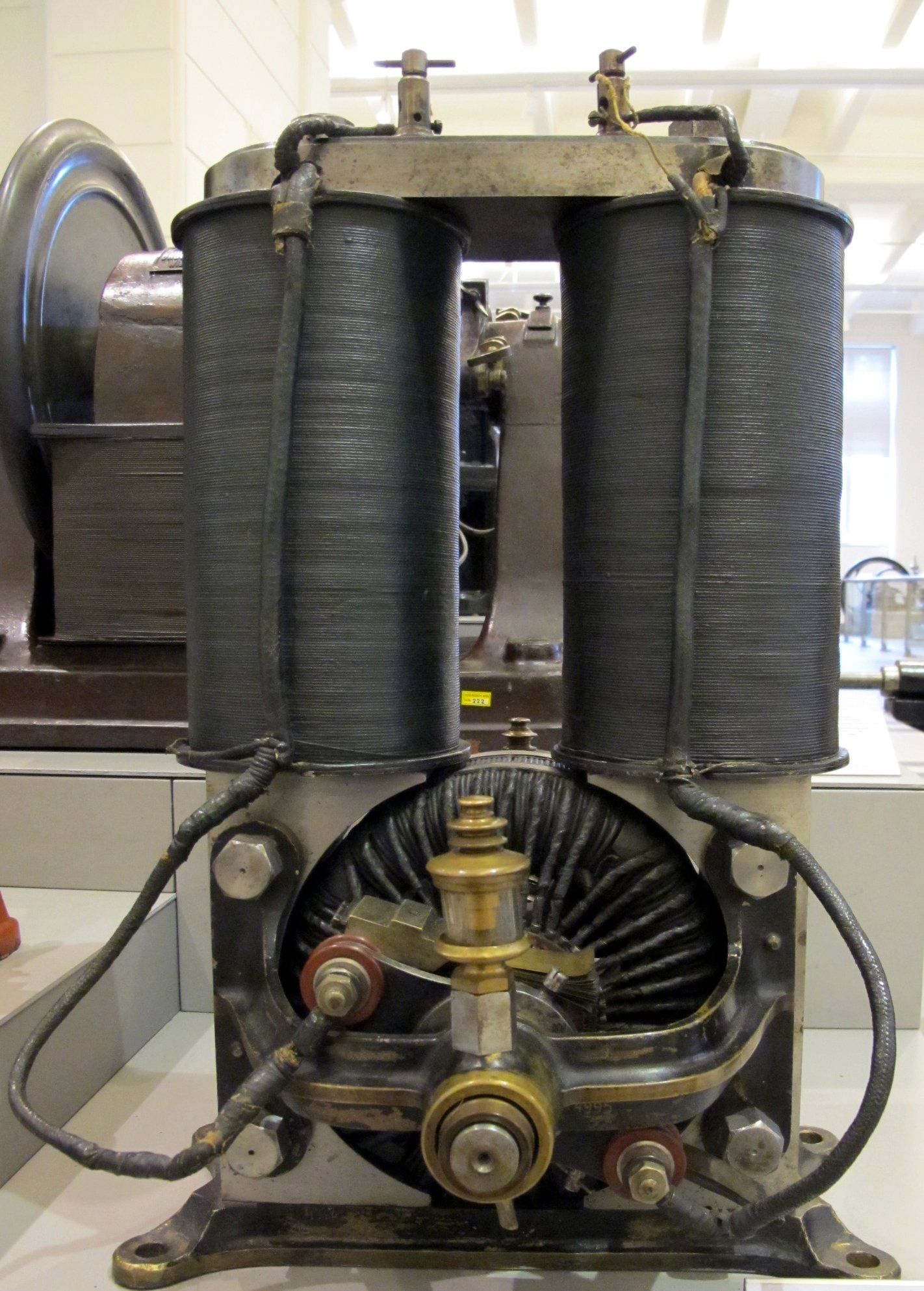
Gleichstromgenerator von Kremenezky, Mayer & Co. Mit Ringanker nach Gramme.

Kremenezky war von Beruf Elektroingenieur und hatte sich auf dem Gebiet seit 1869 bei südrussischen Eisenbahnen betätigt, wo er im Bereich Schwachstromtechnik und Telegrafenbau tätig war. Ab 1874 studierte er Maschinenbau an der Technischen Hochschule in Berlin, wo er nebenbei beruflich bei der Elektrofirma Siemens & Halske tätig war. Im Jahr 1877 ging Kremenezky nach Paris und trat als Chefingenieur in die dortige Société Générale d’Electricité ein, die gerade die Jablotschkowsche Kerze einführte. 1879 nach Wien entsandt, versuchte er dort (vorerst erfolglos) mittels Beleuchtung des Volksgartens die elektrische Beleuchtung einzuführen. Kremenezky blieb in Wien und gründete hier 1880 eine erste Fabrik für Wechselstrom-Dynamomaschinen, an welcher 1882 bis 1884 auch der österreichische Elektropionier Béla Egger beteiligt war (Erste österreichisch-ungarische Fabrik für elektrische Beleuchtung und Kraftübertragung Egger, Kremenezky & Co.).
Nach dem Scheitern der Kooperation mit Egger gründete Johann Kremenezky gemeinsam mit Teilhabern das Unternehmen Kremenezky, Mayer & Co, das eine vormals der Londoner Brush Electrical Engineering Company gehörenden Glühlampenfabrik übernahm. Brush blieb vorerst an diesem Unternehmen beteiligt, welches bald auf das Areal der Maschinenfabriken am Alsergrund übersiedelte und zum ersten Erzeuger von Glühlampen in Österreich-Ungarn wurde. 1886 erhielt Kremenezky die Konzession für eine erste „elektrische Zentrale“ in Wien und errichtete damit das erste Elektrizitätswerk in der Hauptstadt. Zum Erzeugungsprogramm seiner Firma gehörte damals neben Glühlampen, Generatoren, Elektromotoren, Messgeräten und Bogenlampen auch diverses Installationsmaterial, für welches es seinerzeit noch keine eigene Hersteller gab.
Nachdem Brush 1896 als Teilhaber von Kremenezky, Mayer & Co. ausschied, übernahmen die Nürnberger Schuckertwerke das damals rund 800 Mitarbeiter zählende Unternehmen als Tochterfirma Österreichische Schuckert-Werke AG, Johann Kremenezky wurde als Gegenzug zum Technischen Direktor ernannt. 1899 trat er aus den Schuckert-Werken wieder aus und übernahm zugleich die Glühlampenerzeugung mitsamt dem dazugehörigen Werk als Johann Kremenezky, Fabrik für elektrische Glühlampen. Nach und nach wurden auch andere, artverwandte Produkte wie Batterien, Bügeleisen, elektrische Küchengeräte und Kochgeschirr sowie Transformatoren in das Sortiment übernommen. 1906 begann die Erzeugung von Kolloid-Wolframfaden-Glühlampen, 1908 wurde die alte Fabrik durch ein größeres Werk ersetzt und vor dem Ersten Weltkrieg wurde eine Filiale in Budapest eröffnet. Mit rund 1.500 Mitarbeitern war Kremenezky zu dieser Zeit der größte Glühlampenhersteller der Monarchie.
Den Untergang der k.u.k Monarchie überstand Kremenezky recht gut und eröffnete 1921 ein metallurgisches Labor in Lambach, Oberösterreich. Als erstes österreichisches Unternehmen nahm Kremenezky im Jahr 1923 Radioröhren in sein Produktionsprogramm auf. Zu dieser Zeit gründete der überzeugte Zionist Kremenezky auch ein Tochterunternehmen in Palästina. Als bedeutender Hersteller von Glühlampen war Kremenezky Mitbegründer des Phoebus-Kartells, welches die Haltbarkeit von Glühbirnen künstlich begrenzte sowie Vertriebsgebiete festlegte.

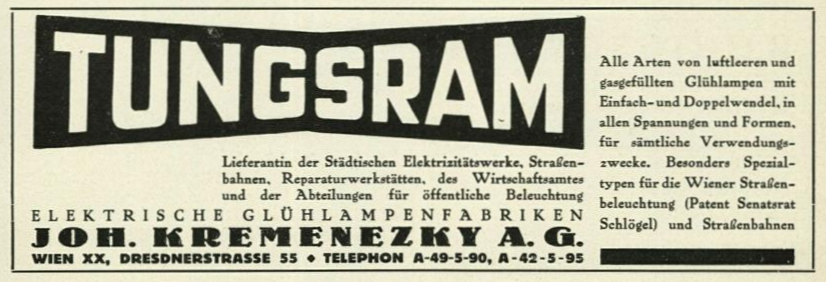
Anzeige der Fa. Joh. Kremenezky AG (1935)

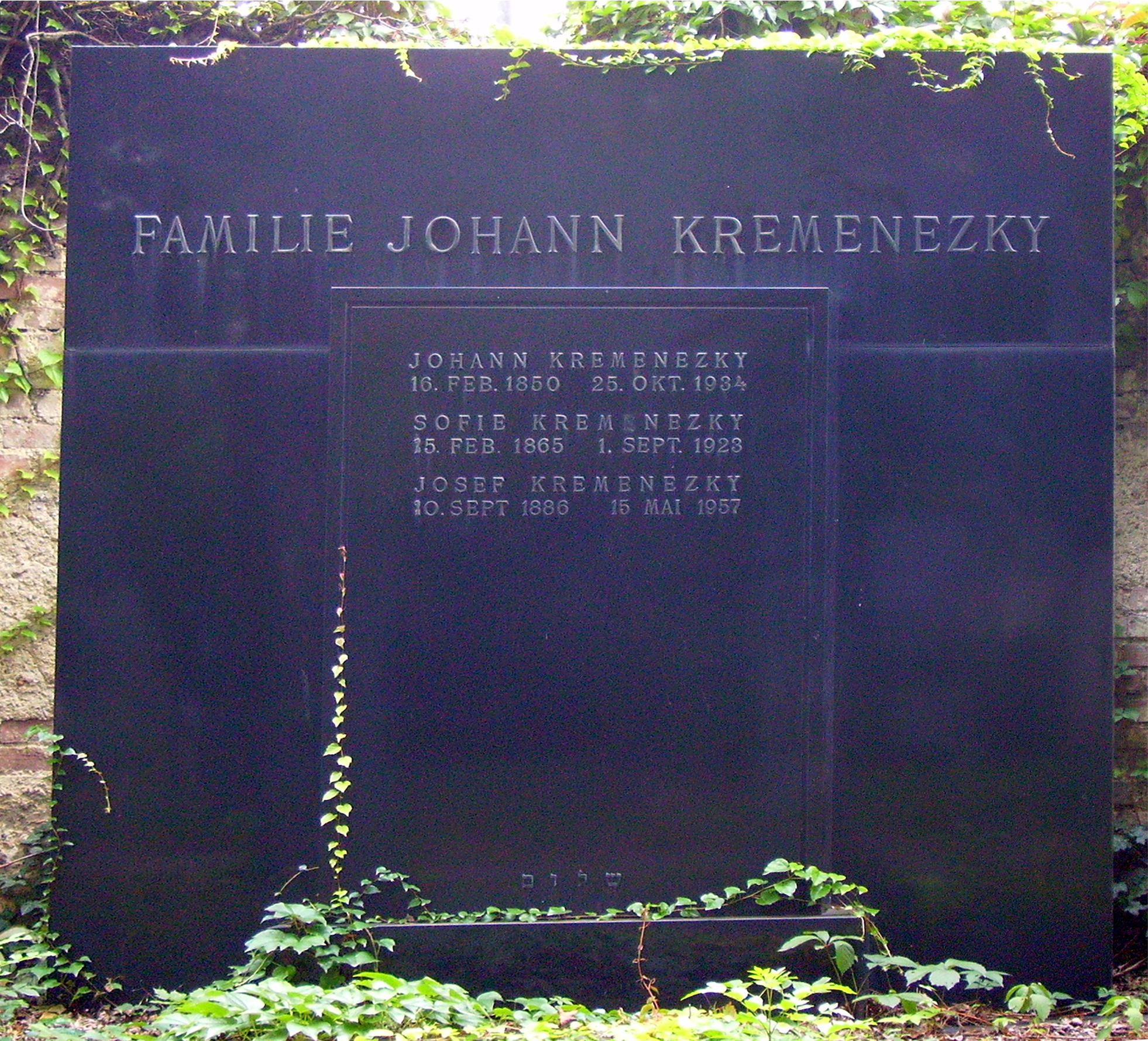
Das Grab auf dem Wiener Zentralfriedhof, 1. Tor
(mit falschem Geburtsdatum)

Das Unternehmen war zu Beginn der 1930er Jahre in der Herstellung weitgehend automatisiert und beschäftigte 1930 rund 1.200 Mitarbeiter, in diesem Jahr erzeugte das Unternehmen über 7,5 Millionen Glühlampen. 1931 zog sich der inzwischen über 80-jährige Kremenezky aus seinem Unternehmen zurück und fusionierte es mit der kleineren Watt AG, einer Tochterfirma der ungarischen Vereinigten Glühlampen- und Elektrizitäts AG, welche wiederum in Besitz der Familie Egger stand und Glühlampen der Marke Tungsram erzeugte. Das Unternehmen wurde in Elektrische Glühlampenfabriken Johann Kremenezky AG umbenannt, dem Kremenezky bis zu seinem Tod als Präsident vorstand. Erst 1941 wurde der Firmenname von den Nationalsozialisten wieder in Watt umbenannt.
Johann Kremenezky war Inhaber mehrerer Patente auf dem Gebiet der Schwachstrom- und Beleuchtungstechnik und galt in seinen letzten Lebensjahren als „Nestor der Glühlampenfabriken“ in ganz Europa.

### Zionist
Kremenezky war einer der frühen Zionisten und engsten Mitarbeiter Theodor Herzls, Mitglied des Engeren Aktionskomitees von 1897 bis 1905. Im Jahr 1901 war er Gründer und bis 1907 Direktor des Jüdischen Nationalfonds. In der Anfangszeit des (politischen) Zionismus (ab 1896/1897) hatte er – neben Herzl – praktisch die ganze sich bildende Organisation allein finanziert (z. B. auch den häufig um Geld bettelnden Nathan Birnbaum).
Am 28. August 1899 war Kremenezky auch der Überbringer (wenn nicht gar der Geldgeber) des Bestechungsgeldes (10.000 frcs als „Anzahlung“) an Nouri Bey (Mehmet Nuri Bey, 1858–1908, seit 1893 bis zu seinem Tod Generalsekretär des türkischen Außenministeriums) im Hotel Imperial in Wien. Nouri Bey sollte Herzl dafür eine Audienz bei Sultan Abdul Hamid verschaffen.
Für den Fall seines vorzeitigen Todes hatte Herzl Kremenezky – neben Moritz Reichenfeld und David Wolffsohn – zum Vormund seiner Kinder bestellt.

### Ableben
Heimgekehrt von einem Ausflug auf den Semmering, erlitt Johann Kremenezky in seiner Wohnung einen Schlaganfall, an dessen Folgen er im Cottage-Sanatorium am 25. Oktober 1934 verstarb. Beim Begräbnis am 28. Oktober des Jahres sprach Rabbiner Arthur Zacharias Schwarz das Totengebet auf Hebräisch und Deutsch.

## Ehrungen

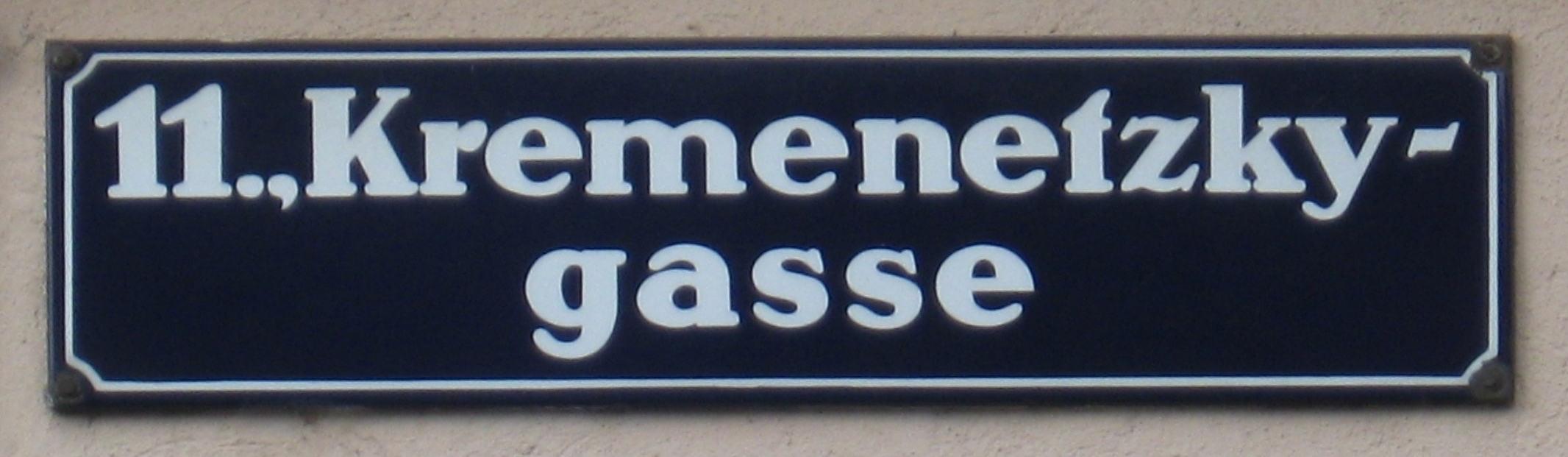
Straßenschild in Wien-Simmering

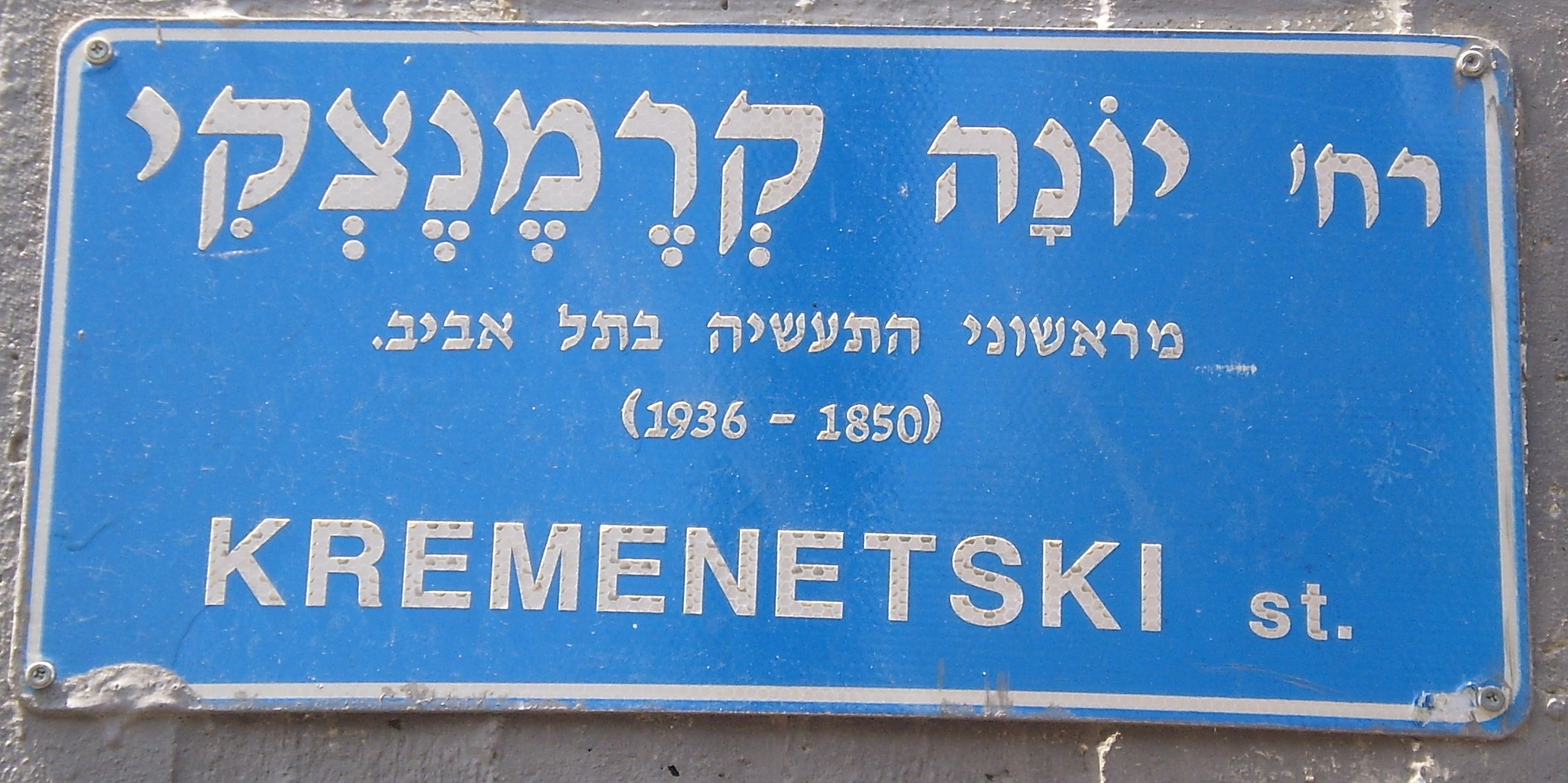
Straßenschild in Tel Aviv

- 1881: Auszeichnung für eine Wechselstrommaschine anlässlich der Ersten elektronischen Ausstellung in Paris
- 1913: Verleihung der Ehrenmitgliedschaft im Elektrotechnischen Verein – vermutlich dem in Wien
- 1928: Verleihung des Ehrendoktorates der Technischen Hochschule Wien[6]
- 1929: Ernennung zum Bürger der Stadt Wien (8. Februar)[7][8]
- Verleihung des österr. Berufstitels Kommerzialrat
- Ernennung zum Ehrenbürger von Tel Aviv
- Ernennung zum Ehrenbursch der Jüdisch-Akademischen Verbindung „Maccabäa“
- 1956: Benennung der Kremenetzkygasse in Wien-Simmering (11. Bezirk)[9]